# Ефект простого — складного
Ефект простого — складного — когнітивне упередження, що проявляється в схильності людей переоцінювати ймовірність успішного виконання ними завдання, сприйманого як складне, та недооцінювати можливість успіху в завданні, сприйманому як просте. Прикладом ефекту простого — складного є прояв особою недовпевненості при відповіді на відносно прості запитання та надвпевненості при відповіді на відносно складні запитання. «Складні завдання мають схильність створювати надвпевненість та гірше середнього сприйняття, в той час як прості завдання мають схильність створювати недовпевненість та ліпші середнього результати», — Кетерин Берсон, Річард Ларрік та Джек Солл у дослідженні 2005 року.
Ефект простого — складного є частиною теорії соціяльного порівняння, вперше сформульованої Леоном Фестінґером 1954 року. Фестінґер твердив, що люди тяжіють до точної оцінки власних поглядів та здібностей, а теорія соціального порівняння пояснює, як люди здійснюють ці оцінки, порівнюючи самих себе з іншими.
1980 року Феррелл та Макґой дали цьому упередженню назву ефект дискрімінаційності; 1992 року Ґріффін і Тверскі назвали його ефектом складності.